# گوین ویلیامسون
گَوین آلکساندر ویلیامسون (انگلیسی: Gavin Alexander Williamson؛ زادهٔ ۲۵ ژوئن ۱۹۷۶) سیاست‌مدار و وزیر سابق آموزش و پرورش بریتانیا بریتانیا در کابینه بوریس جانسون است.
وی از نوامبر ۲۰۱۷ تا مه ۲۰۱۹ در دولت ترزا می وزیر دفاع بریتانیا بود، ویلیامسون همچنین برندهٔ جوایزی همچون نشان امپراتوری بریتانیا شده‌است.

## زندگی اولیه و شغلی
ویلیامسون اصالتاً اهل اسکاربرو، یورکشیای شمالی است. والدین او، ری، یک کارمند دولت محلی، و بورلی، کارگر مرکز کار، هر دو رأی دهنده کار بودند. ویلیامسون در اسکاربورو، درمدرسه ابتدایی East Ayton، و پس از آن مدرسه Raincliffe، یک مدرسه جامع ایالتی، و کالج فرم ششم اسکاربرو، تحصیل کرد، جایی که در سطح "A" دولت و سیاست و اقتصاد را فرا گرفت. او به دست آمده کارشناسی در علوم اجتماعی از دانشگاه برادفورد.
ویلیامسون رئیس پیش فرض ملی دانشجویان محافظه کار بود، پیش از آنکه در سال ۱۹۹۸ برکنار شود و بالهای جداگانه جوانان این حزب به عنوان آینده محافظه کار ادغام شوند. وی در سال ۲۰۰۱ به عنوان یک عضو شورای شهرستان برای بخش Seamer دریورکشیای شمالی انتخاب شد اما بعداً در سال ۲۰۰۵ به تصویب رسید. ویلیامسون معاون سابق محافظه کاران منطقه Staffordshire، رئیس انجمن محافظه کار Stoke-on-Trent و نایب رئیس Derbyshire Dales است. انجمن محافظه کار.
ویلیامسون تا سال ۲۰۰۴ به عنوان مدیر عامل سازنده شومینه الگین و هال، یک شرکت تابعه AGA کار کرد.
ویلیامسون تا سال ۲۰۰۵ مدیرعامل عینکلی چین، یک شرکت سفالگری مستقر در Staffordshire بود. این کارد و چنگال سرامیک را فروخت و بعداً صاحب مالکیت شد. در آوریل ۲۰۰۵، ویلیامسون در گزارشی مبنی بر عجله مصرف‌کننده برای خرید کالاهایی با تاریخ عروسی اشتباه برای عروسی چارلز و کاملیا نقل شده‌است. او بهتلگراف گفت : "ما به معنای واقعی کلمه در مغازه‌های خرده فروشی خود دعوا کرده‌ایم. در روز اول پس از اعلام من به مغازه کارخانه ما در استوک-اون-ترنت رفتم و با افرادی که داشتیم در آخرین صفحه ای که داشتیم می‌جنگیدیم. فکر می‌کنم همه تصمیم گرفته‌اند که این حقوق بازنشستگی آنها باشد. "
او همچنین برای یک شرکت طراحی معماری کار کرده‌است تا اینکه در سال ۲۰۱۰ نماینده مجلس شد.
در انتخابات عمومی سال ۲۰۰۵، وی به عنوان نامزد حزب محافظه کار در بلکپول شمالی و فلایت وود ناموفق بود. پس از سال ۲۰۰۵، ویلیامسون سپس به دربیشر نقل مکان کرد.

## حرفه ای پارلمان

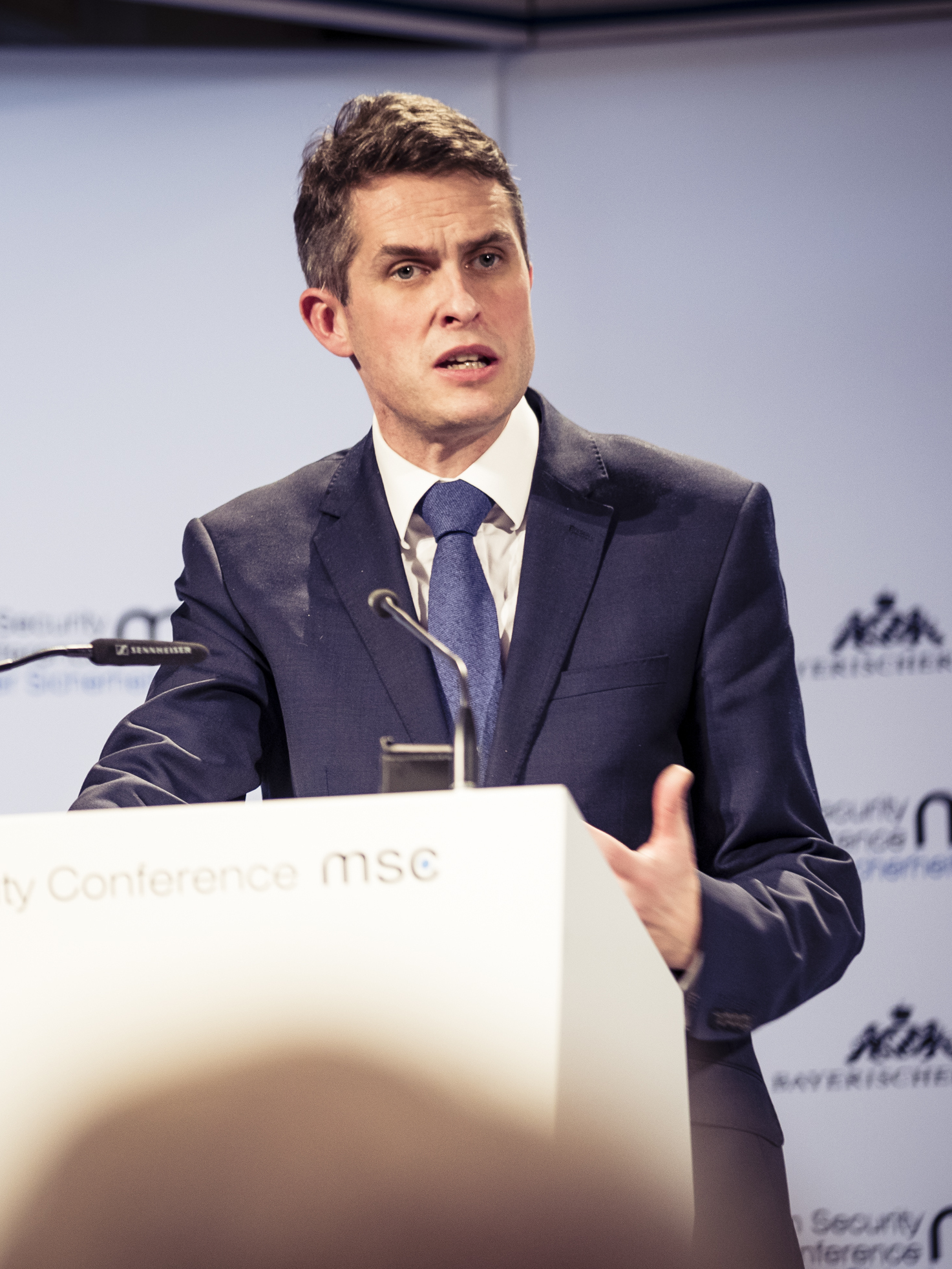
در حال سخنرانی در کنفرانس خبری

ویلیامسون در نوامبر سال ۲۰۱۷ با بروکسل جیم ماتیس وزیر دفاع آمریکا و دبیرکل ناتو، جنس استولتنبرگ دیدار و گفتگو کرد

### فعالیت‌های اولیه پارلمان (۲۰۱۰–۲۰۱۱)
در ژانویه ۲۰۱۰، ویلیامسون به عنوان کاندیدای محافظه کار درSouth Staffordshire برای انتخابات عمومی ۲۰۱۰ انتخاب شد. رئیس فعلی، پاتریک کورماک، اعلام کرده بود که در حال بازنشستگی است. این انتخابات به پنج رای رسیده‌است، اما در پایان ویلیامسون در رای‌گیری نهایی از رابرت لایت، مشاور محلی پیروز شد. ویلیامسون متعاقباً با اکثریت ۱۶٫۵۹۰ رای انتخاب شد. مدت کوتاهی پس از انتخاب، وی الهام بخش سیاسی خود را به عنوان راب باتلر ذکر کرد و از وی در پاسخ به این سؤال که کدام بخش از بیشترین فعالیت را می‌خواهد رهبری کند، گفت: وزارت تجارت، نوآوری و مهارتاز آنجا که این «تجارت و تولید است که می‌تواند راه را برای خروج از زمانهای دشوار اقتصادی» بگذارد.
ویلیامسون در ۸ ژوئن ۲۰۱۰، در همان روز نیکی مورگان و کواسی کوارتنگ، سخنرانی دوشیزه خود را انجام داد. وی در طی سخنان خود گفت: "ما به اندازه کافی ستایش طراحان، مهندسان و تولید کنندگان خود را نمی‌خوانیم. ما باید آن اخلاق را تغییر دهیم و یک مورد مشابه با آلمان یا ژاپن داشته باشیم. ما فقط وقتی ما روح ویکتوریایی نبوغ و مبتکر بودن را مجدداً ایجاد می‌کنیم که باعث شده انگلیس چنین کشوری پر جنب و جوش باشد، زیرا مطمئن هستم که دوباره خواهد بود. " ویلیامسون در سال نخست فعالیت خود در پارلمان بر روی تعدادی از موضوعات کارزار کرد.
در ژوئیه سال ۲۰۱۰، ویلیامسون خواستار قانونی جدید شد تا به مقامات محلی اجازه فروش خودروهای بوت اتومبیل را که باعث اختلال در ترافیک می‌شود، محدود شود، و مثالهایی از روستاهای حوزه انتخابیه خود عنوان کرد. در ژوئن ۲۰۱۱، او از پست زن جولی رابرتز ابراز حمایت کرد، که پس از چسبیدن به مسافت بیش از یک مایل روی صندوق عقب ون پست خود که به سرقت رفته بود، تعلیق شده بود. وی گفت: «مردم او را به سر کار می‌خواهند و آنها می‌خواهند که Royal Mail برخی از عقل سلیم و نجابت مشترک را نشان دهد» و از Royal Mail خواست تا او را دوباره به کار قدیمی خود بازگرداند. ویلیامسون یکی از چندین نماینده مجلس بود که در رأی‌گیری ۲۱ مارس ۲۰۱۱ در مورد حمایت از اقدامات تحت حمایت سازمان ملل در لیبی، غایب یا ممتنع بود. در نهایت رأی‌گیری ۵۵۷–۱۳ به تصویب رسید.

### دبیرخانه‌های خصوصی پارلمان (۲۰۱۱–۲۰۱۶)
در اکتبر ۲۰۱۱، ویلیامسون به عنوان منصوب شد وزیر شخصی پارلمانی به وزیر ایرلند شمالی، هوگو Swire. او جایگزین کانور برنز شد، که PPS جدید اوون پاترسون شد. در سپتامبر ۲۰۱۲، ویلیامسون به پاتریک مک لوفلین، وزیر امور خارجه حمل و نقل، به PPS تبدیل شد و در سال ۲۰۱۳ به نخست‌وزیر دیوید کامرونPPS شد.
در پارلمان، ویلیامسون عضو کمیته انتخاب امور ایرلند شمالی و رئیس گروه پارلمانی همه حزب در مورد بیماری نورون حرکتی بود.
ویلیامسون از کمپین باقی مانده انگلیس در جریان رفراندوم عضویت در اتحادیه اروپا در سال ۲۰۱۶ حمایت کرد.
ویلیامسون علیه تحقیق دربارهٔ نقش تونی بلر در جنگ عراق رای داد.

### رئیس ویپ (۲۰۱۳–۲۰۱۷)
پس از استعفای دیوید کامرون، ویلیامسون «خصوصی» عهد کرد که جلوی پیشرو بوریس جانسون را به عنوان رهبر حزب محافظه کار بازدارد. وی ترزا می را بعنوان شایع‌ترین نامزد برای شکست جانسون ارزیابی کرد، کمک خود را به وی پیشنهاد کرد و از وی به عنوان مدیر انتخابات پارلمانی دعوت شد. وقتی می نخست‌وزیر شد، ویلیامسون به عنوان رئیس ویپ منصوب شد.
به دنبال توافق محافظه کارانه - DUP پس از انتخابات عمومی ۲۰۱۷، ویلیامسون برای گفتگو در مورد ترتیبات با DUP به بلفاستسفر کرد.

### وزیر دفاع (۲۰۱۷–۲۰۱۹)
ویلیامسون در تاریخ ۲ نوامبر ۲۰۱۷ پس از استعفای سر مایکل فالون در شامگاه قبل به عنوان وزیر امور خارجه منصوب شد.
در فوریه ۲۰۱۸، ویلیامسون در ازای اهدا ۳۰٬۰۰۰ پوندی به حزب محافظه کار، با لوبوف چرنوخین، همسر وزیر پیشین پوتین، شام خورد. بعداً در همان ماه، ویلیامسون ادعا کرد که رهبر حزب کارگر، جرمی کوربین، در دیدار با یک دیپلمات چک (که بعداً مشخص شد که جاسوسی است) در دهه ۱۹۸۰، «خیانت کرده» بود. سخنگوی کوربین در پاسخ به این بیانیه اظهار داشت: «گاوین ویلیامسون باید روی شغل خود تمرکز کند و به اسمیرهای کاملاً دروغ و مسخره اعتماد ندهد».
دیدار ویلیامسون با وزیر دفاع ایالات متحده، جیم ماتیس در سال ۲۰۱۷
ویلیامسون حمایت کرده‌است عربستان سعودی منجر شده مداخله نظامی در یمن علیه شیعیان حوثی به رغم نگرانی از فعالان حقوق بشر و کار نمایندگان مجلس در مورد جنایات جنگی گفته می‌شود توسط ارتش عربستان متعهد است.
در ۱۵ مارس ۲۰۱۸، در پی مسمومیت با سالیسبری، ویلیامسون با گفتن اینکه "رک و پوست کنده، روسیه باید برود، و باید تعطیل شود" به سؤالی دربارهٔ پاسخ احتمالی روسیه به اقدامات مجازات بریتانیا علیه روسیه پاسخ داد. در همین حال، سرلشکر ایگور کونشنکوف، سخنگوی وزارت دفاع روسیه، گفت: "بحث و گفتگو در مورد بازار که گاوین ویلیامسون وزیر دفاع انگلیس به آن متوسل شده بود نشان دهنده ناتوانی شدید فکری وی است". اظهارات ویلیامسون توسط رئیس‌جمهور اوکراین، پترو پوروشنکو نقل شداو که نظر خود را در حساب رسمی توییتر خود ارسال کرده‌است: "حمله شیمیایی" کرملین در انگلستان چیزی جز تجاوز به استقلال انگلیس نیست. پیام ما به روسیه همان خبر وزیر دفاع انگلیس گاوین ویلیامسون است: "خاموش؛ و بروید ".
ویلیامسون در طول MSC 2019
در دسامبر سال ۲۰۱۸، ویلیامسون ابراز «نگرانی شدید» و «نگرانی‌های بسیار عمیق» دربارهٔ شرکت مخابرات چین Huawei ارائه فناوری برای ارتقاء خدمات انگلیس به 5G. او چین را به اقدام «گاه به طرز بدکاری» متهم کرد. وزارت دفاع چین سخنگوی وو کیانانتقاد قرار نظر ویلیامسون، گفت: «این اظهارات فقط تقویت ریشه دار جهل، تعصب و اضطراب در میان برخی از مردم بریتانیا»
در ۱۱ فوریه ۲۰۱۹، ویلیامسون سخنرانی «دفاع در انگلیس جهانی» را در مؤسسه خدمات رویال رویال ارائه داد و به بیان مسیر آینده نیروهای مسلح انگلیس پرداخت. این سخنرانی، از جمله موارد دیگر، برنامه‌هایی برای ارسال هواپیمای جدید انگلیس به اقیانوس آرام مطرح شد. دولت چین به نوبه خود مذاکرات تجاری با صدر اعظم فیلیپ هاموند را لغو کرد و باعث شد که هاموند اظهار کند که تصمیم به استقرار ناو هواپیمابر زودرس است. پست الکترونیکی روز یکشنبه به نقل از متحد بی‌نام Hammond در مقایسه ویلیامسون با Private Pike، شخصیتی بی روح در ارتش پدر sitcom.
در تاریخ ۱ مه ۲۰۱۹، به دنبال افشای اطلاعات محرمانه مربوط به جلسه شورای امنیت ملی، از ویلیامسون خواسته شد تا از سمت خود به عنوان وزیر دفاع استعفا دهد. او از استعفا خودداری کرد و پس از آن اخراج شد. ترزا می‌گفت که او «شواهد قانع کننده» ای داشته‌است که ویلیامسون اطلاعات را فاش کرده‌است و او «اعتماد به نفس خود را در توانایی خدمت در نقش خود از دست داده‌است». ویلیامسون این ادعا را تکذیب کرد و گفت «یک تحقیق کامل و رسمی» می‌تواند موضع وی را تأیید کند. نمایندگان مخالف خواستار تحقیقات پلیس در مورد این موضوع شدند. سپس در تاریخ ۲۴ ژوئیه ۲۰۱۹ ویلیامسون به عنوان وزیر آموزش منصوب شد.

### وزیرآموزش و پرورش (۲۰۱۹ - در حال حاضر)
بوریس جانسون در ۲۴ ژوئیه ویلیامسون را بعنوان وزیر آموزش منصوب کرد